# Il grande match (film 2013)
Il grande match (Grudge Match) è un film del 2013 diretto da Peter Segal, con protagonisti Sylvester Stallone e Robert De Niro.
De Niro e Stallone ritornano nel mondo della boxe rispettivamente dopo Toro scatenato e la saga di Rocky. Il film, inoltre, è la seconda collaborazione tra Stallone e De Niro dopo Cop Land (1997).

## Trama
Henry "Razor" Sharp e Billy "The Kid" McDonnen sono due pugili rivali di Pittsburgh, ormai in pensione. Entrambi, imbattuti ed all'apice delle loro carriere, si affrontarono due volte, vincendo un incontro a testa (il primo lo vinse The Kid per KO alla 15ª ripresa, il secondo lo vinse Razor per KO alla 4ª ripresa). Alla vigilia della "bella", Razor annunciò sorprendentemente il ritiro dalla boxe, rifiutando di motivare tale scelta. La loro rivalità non si è mai placata. Trent'anni dopo, il manager Dante Slate Jr, figlio del grande manager Dante Slate che organizzò i due precedenti incontri, grazie all'uscita di un videogioco, organizza ad entrambi un incontro (in orari differenti, per evitare problemi) con la società produttrice per registrare i movimenti dei loro rispettivi avatar. Mentre Razor, inizialmente poco convinto, si accinge a partecipare per guadagnare il denaro necessario per pagare le sue bollette e le rate della casa di cura del suo vecchio allenatore Louis Colton, sul luogo arriva a sorpresa anche The Kid; dopo una scaramuccia, i due si azzuffano.
Il video della rissa circola in rete e la gente torna ad interessarsi alla loro faida. Per regolare i conti, dunque, decidono di sfidarsi in un ultimo epico scontro. Nel preparare il match, tuttavia, riemergono le loro problematiche personali e fisiche: Razor è completamente cieco da un occhio a causa di un incidente sul lavoro in cantiere, e lo nasconde a tutti compresi Sally e Colton; Kid è molto fuori forma, non ha fiducia neppure di un vecchio amico, Frankie Nite, che lo fa allenare nella sua palestra; arriva a questo punto B.J., alias Bradley James Anderson, figlio di Sally: Sally era la ragazza di Razor quando era all'apice, ma lo tradì una sola volta con Kid e per questo Razor mollò tutto; B.J. è stato adottato dal defunto marito di Sally ed è lui stesso un pugile dilettante, con un figlio a carico per di più. Il giorno del grande match arriva ed i due pugili si affrontano in un avvincente ed equilibrato incontro.
Alla 10ª ripresa, The Kid viene a sapere da B.J. del problema all'occhio di Razor. The Kid non si lascia impietosire e sfrutta il vantaggio per stendere l'odiato avversario, ma poi, volendolo affrontare al meglio delle capacità, lo aiuta a rialzarsi, stupendo il pubblico. L'incontro si avvia verso la fine e Razor stende l'odiato rivale, ma prima che il conteggio arrivi a 10, aiuta The Kid a rialzarsi, lasciando il risultato del match nelle mani dei giudici. Il match verrà vinto da Razor, con uno scarto di pochi punti. Razor e Sally si riconciliano, Kid incomincia a sentirsi padre di famiglia verso il figlio ed il nipotino Trey.
Tre mesi dopo Razor esce di casa disgustato per andare da Sally, mentre Louis e Dante restano nel suo salotto e guardano Kid in tv a "Ballando con le stelle" (la versione americana); in seguito, Dante tenta tra mille difficoltà di convincere Mike Tyson e Evander Holyfield ad affrontarsi nuovamente, con l'accettazione immediata di Tyson e ricevendo anche il secco rifiuto di Holyfield, ma appena Dante annuncia la possibilità di girare "Una notte da leoni 4", rischia di subire un attacco da parte di Tyson, tanto che Holyfield gli consiglia di proteggersi le orecchie.

## Produzione
La Warner Bros. ufficializza il progetto l'11 ottobre 2012, dopo due anni di voci.
Il budget del film è stato di circa 40 milioni di dollari.

### Cast
Gli attori Sylvester Stallone e Robert De Niro vengono avvicinati al progetto già dall'ottobre 2010 insieme al nome dello sceneggiatore Tim Kelleher. L'ufficialità delle firme dei due attori arriva però solo due anni dopo, l'11 ottobre 2012. De Niro e Stallone tornano a lavorare insieme dopo l'esperienza in Cop Land, film del 1997.
Entrambi gli attori hanno già vestito i panni di pugili nella loro carriera. Robert De Niro ha infatti vestito i panni di Jake LaMotta nel film Toro scatenato del 1980, per cui vinse l'Oscar al miglior attore protagonista. Sylvester Stallone, invece, ha interpretato il celebre pugile Rocky Balboa, protagonista della saga che lo stesso Stallone ha ideato, sceneggiato, interpretato e diretto (quattro film su sei) e per la quale ricevette due nomination agli Oscar del 1977 per il Miglior attore protagonista e per la Miglior sceneggiatura originale.
Nel dicembre 2012 entra nel cast l'attore Jon Bernthal, che interpreterà il figlio del personaggio interpretato da Robert De Niro. Nel ruolo di Sally da giovane c'è Ireland Baldwin, figlia della Basinger e Alec Baldwin. L'annunciatore dell'incontro è Michael Buffer, noto presentatore di match di boxe, già apparso in Rocky Balboa e Incontriamoci a Las Vegas.

### Sceneggiatura
La prima stesura della sceneggiatura viene affidata a Tim Kelleher nell'autunno del 2010, mentre la stesura definitiva viene curata da Doug Ellin nel 2012.

### Regista
Con le prime voci sul progetto nel 2010, mancava però un nome per la regia, che arriva solamente nel 2012 insieme alla conferma degli attori protagonisti, dello sceneggiatore e dei produttori. Il film sarà diretto da Peter Segal, autore di svariate commedie, anche sportive.

### Riprese
Le riprese del film iniziano nel gennaio 2013 e si svolgono a New Orleans. Terminano il 12 marzo.

## Distribuzione

### Promozione
Il 13 agosto 2013 viene diffusa online la prima foto ufficiale del film, ritraente gli attori Sylvester Stallone, Robert De Niro e Kevin Hart.
Il primo trailer ufficiale è stato diffuso online il 13 settembre 2013, mentre quello italiano il 29 novembre.

### Data di uscita
Inizialmente programmata per il 10 gennaio 2014, la pellicola è stata distribuita nelle sale statunitensi a partire dal 25 dicembre 2013, mentre in Italia, è uscito il 9 gennaio 2014.

### Divieti
Il film viene vietato ai minori di 13 anni negli Stati Uniti d'America per la presenza di azione violenta sportiva, contenuti sessuali e linguaggio non adatto.

## Riconoscimenti
- 2014 - BET Awards
  - Candidatura per il miglior attore protagonista a Kevin Hart
- 2014 - American Black Film Festival
  - Artista dell'anno a Kevin Hart